# Lago di Livigno
Het Lago di Livigno ook Lago del Gallo genoemd is een stuwmeer gelegen in het noorden van de Italiaanse provincie Sondrio met een deeltje van de noordelijke oever en de helft van de stuwdam gelegen in het Zwitserse kanton Graubünden.
De Punt dal Gall-stuwdam werd tussen 1965 en 1968 in het dal van de Spöl geconstrueerd door het Zwitsers waterkrachtbedrijf Engadiner Kraftwerke AG, de bouw heeft 3 jaren geduurd.
- Het meer is 12,27 km lang, de oppervlakte is 471 hectare en het bevat gemiddeld 165 miljoen m³.
- Het stroomgebied is 295 km² groot.
- De maximale diepte is 119 meter.

Aan de meest zuidelijke oevertip ligt het belastingvrije dorp en wintersportgebied Livigno. Livigno ligt aan de oever van de Spöl, een beekje dat de vallei van de meest westelijke arm van het meer heeft uitgesleten.  De Acqua del Gallo heeft de vallei van de oostelijke arm van het meer gevormd.
De belangrijkste bron en uitloop is dus de Spöl, een van de slechts drie Italiaanse rivieren die niet behoren tot een stroomgebied van een stroom die uitmondt in de Middellandse Zee. De Spöl behoort tot het stroomgebied van de Donau, en ligt net ten noorden van de continentale waterscheiding met ten zuiden het stroomgebied van de Po.
Vlak bij de dam, op Zwitsers grondgebied, ligt de zuidelijke tunnelmond van de Munt-la-Schera-tunnel die ongeveer 3,5 km lang met een enkele rijstrook, Livigno en de bovenste Valtellina verbindt met Zernez en Unterengadin. Die tunnel werd gebouwd voor de bouw van de stuwdam mogelijk te maken, maar vanaf 1968 was het traject ook publiek open voor autoverkeer. De tunnel blijft ook open in de winter, wanneer de Forcola di Livigno (2.315 m boven de zeespiegel) gesloten is, wat erg belangrijk is voor het verkeer met Zwitserland. Van Livigno loopt langs het stuwmeer, over de stuwdam, door de tunnel een weg naar Zernez die ook door een bus wordt bediend. Het gaat om een toltunnel, het zuidelijke tolstation is boven op de stuwdam gevestigd.